# Hugo Magnetti
Hugo Magnetti, né le 30 mai 1998 à Marseille, est un footballeur français qui évolue au poste de milieu de terrain au Stade brestois 29.

## Biographie

### Carrière
Né à Marseille et originaire de L’Estaque, Magnetti commence sa formation dans divers clubs locaux de sa ville natale (dont l'OM) avant d'arriver au SC Bastia en Corse à 16 ans. Malgré plusieurs apparitions sur le banc en Ligue 1, il ne fait pas ses débuts avec le club corse et se voit transféré au Stade brestois 29 en Ligue 2 à l'été 2017, où a également été relégué Bastia.
Après avoir signé son premier contrat professionnel en Bretagne le 31 mai 2018, Magnetti fait ses débuts lors d'une défaite 1-0 en Ligue 2 contre le FC Metz, le 30 juillet 2018. Il participe ensuite à la montée des Armoricains en Ligue 1 lors de la saison 2018-19.
S'intégrant dans la rotation de l'effectif des Brestois au cours de la saison suivante au plus haut niveau français, il prolonge en mai 2020 son contrat jusqu'en 2024 avec le club du Finistère.
Le 4 mars 2024, il prolonge de nouveau jusqu'en 2027.
Le 19 septembre 2024, Hugo Magnetti ouvre le score pour Brest après 23 minutes de jeu contre Sturm Graz en Ligue des Champions. Il devient ainsi le premier buteur dans cette compétition pour le Stade Brestois 29.

## Statistiques
| Saison                | Club                  | Championnat           | Championnat | Championnat | Coupe nationale | Coupe nationale | Coupe de la Ligue | Coupe de la Ligue | Compétition(s) continentale(s) | Compétition(s) continentale(s) | Compétition(s) continentale(s) | Total | Total |
| Saison                | Club                  | Division              | M.          | B.          | M.              | B.              | M.                | B.                | Comp.                          | M.                             | B.                             | M.    | B.    |
| 2018-2019             | Stade brestois 29     | Ligue 2               | 1           | 0           | 2               | 0               | -                 | -                 | -                              | -                              | -                              | 3     | 0     |
| 2019-2020             | Stade brestois 29     | Ligue 1               | 8           | 0           | 1               | 0               | 3                 | 0                 | -                              | -                              | -                              | 12    | 0     |
| 2020-2021             | Stade brestois 29     | Ligue 1               | 13          | 0           | 1               | 0               | -                 | -                 | -                              | -                              | -                              | 14    | 0     |
| 2021-2022             | Stade brestois 29     | Ligue 1               | 28          | 0           | 1               | 0               | -                 | -                 | -                              | -                              | -                              | 29    | 0     |
| 2022-2023             | Stade brestois 29     | Ligue 1               | 32          | 1           | 2               | 0               | -                 | -                 | -                              | -                              | -                              | 34    | 1     |
| 2023-2024             | Stade brestois 29     | Ligue 1               | 33          | 2           | 3               | 0               | -                 | -                 | -                              | -                              | -                              | 36    | 2     |
| 2024-2025             | Stade brestois 29     | Ligue 1               | 32          | 1           | 4               | 0               | -                 | -                 | C1                             | 10                             | 1                              | 46    | 2     |
| 2025-2026             | Stade brestois 29     | Ligue 1               | 1           | 0           | -               | -               | -                 | -                 | -                              | -                              | -                              | 1     | 0     |
| Total sur la carrière | Total sur la carrière | Total sur la carrière | 148         | 4           | 14              | 0               | 3                 | 0                 | -                              | 10                             | 1                              | 175   | 5     |

## Palmarès

### En club
Avec son club formateur du Stade brestois 29, il est vice-champion de Ligue 2 en 2019.

### Distinctions et record
En septembre 2024, il devient le premier buteur de l'histoire du Stade brestois 29 en Ligue des champions en ouvrant le score contre le SK Sturm Graz. 